# Fake Love
"Fake Love" é uma música gravada pelo grupo sul-coreano BTS, lançado no dia 18 de Maio de 2018 pela Big Hit Entertainment como o single principal de seu terceiro álbum de estúdio Love Yourself: Tear (2018). Ele estreou no número 10 da Billboard Hot 100 com 29.000 vendas digitais, tornando-se a primeira das dez maiores vendas do BTS e a mais alta de um grupo coreano nos EUA até aquele momento.
Um remix na versão rock alternativo da música, o "Rocking Vibe Mix", foi lançado como single em 4 de Junho de 2018. Uma versão japonesa da música foi lançada em formato digital em 16 de Outubro de 2018 antes de ser lançada em formato físico em 7 de Novembro de 2018.

## Composição
Como descrito pela revista Spin, "Fake Love" tem um tom sombrio e se casa com o drama que foi o álbum de 2016, Wings, com a angústia do álbum de 2015,  The Most Beautiful Moment in Life: Young Forever. Foi escrito e produzido por hitman "bang, Pdogg, e o membro do BTS RM e é sobre alguem percebendo que o seu amor, o que achava ser o destino, acabou por ser um falso amor.  Digital Journal  descreveu "Fake Love" como sendo uma combinação de pop, hip hop, grunge, trap rock e música contemporânea adulta, que mostra um lado mais sombrio de sua música.
Ambas as versões de "Fake Love" foram escritas na chave de D menor. Enquanto a música original tem um ritmo moderado e é setenta e oito batidas por minuto, o remix chega à 155 por minuto.

## Recepção
Após o lançamento na Coreia, ficou no topo dos charts em tempo real, como Mnet, MelOn, Soribada, Bugs, Naver, e Genie três dias após o seu lançamento. Nos Estados Unidos, alcançou o número 10 no Hot 100 e o número um no chart de vendas da Digital Songs.
O Tower Records do Japão informou que o single foi o quarto álbum mais vendido por um artista coreano no Japão em 2018.

### Listas de fim de ano
| Crítico/Publicador | Lista                                               | Classificação | Ref.   |
| ------------------ | --------------------------------------------------- | ------------- | ------ |
| The New York Times | The 65 Best Songs of 2018                           | 20            | [ 12 ] |
| Youtube Rewind     | Top 10 Most Popular Music Videos In Korea From 2018 | 5             | [ 13 ] |
| Billboard          | Billboard's 100 Best Songs of 2018: Critics' Picks  | 22            | [ 14 ] |
| Rolling Stone      | Rolling Stone's 50 Best Songs of 2018               | 38            | [ 15 ] |

## MV
A contagem oficial do YouTube informou que o videoclipe de "Fake Love" acumulou 35,9 milhões de visualizações nas primeiras 24 horas de seu lançamento, quebrando o recorde anterior do BTS de videoclipe de um grupo de K-pop mais visto nas primeiras 24 horas, e tornando-o o terceiro videoclipe mais assistido nas primeiras 24 horas de 2018. Ele acumulou mais de 3,9 milhões de curtidas no mesmo período de 24 horas, tornando-se o clipe mais curtido em um único dia, superando seus antecessores "DNA" e "Mic Drop", que ganharam 2,3 milhões de curtidas cada. "Fake Love" chegou a marca de 100 milhões de visualizações em apenas oito dias, oito horas e 45 minutos, superando o recorde anterior do grupo com "DNA", que atingiu 100 milhões de visualizações após 24 dias.
Uma versão estendida do videoclipe, apresentando um remix na versão de rock alternativo de "Fake Love", foi lançado em 1 de junho. Continha cenas adicionais junto de cenas anteriores do vídeo original, terminando com o membro Jungkook se juntando à seis figuras encapuzadas e mascaradas, e termina com as sete figuras aparentemente sendo esmagados por uma parede caindo.
Tanto a versão original quanto a estendida do videoclipe foram gravadas pelo diretor Choi YongSeok, da Lumpens. Outros funcionários importantes foram Lee WonJu, Guzza, Park HyeJeong e Jeong MinJe, que atuaram como diretores assistentes. O diretor de fotografia foi Nam Hyunwoo da GDW e os diretores de arte foram Park Jinsil e Kim Bona. Song Hyunsuk trabalhou foi o supervisor e o gerente de construção foi Song Sukki. Os efeitos especiais do vídeo foram feitos pela Demolition.

## Promoções

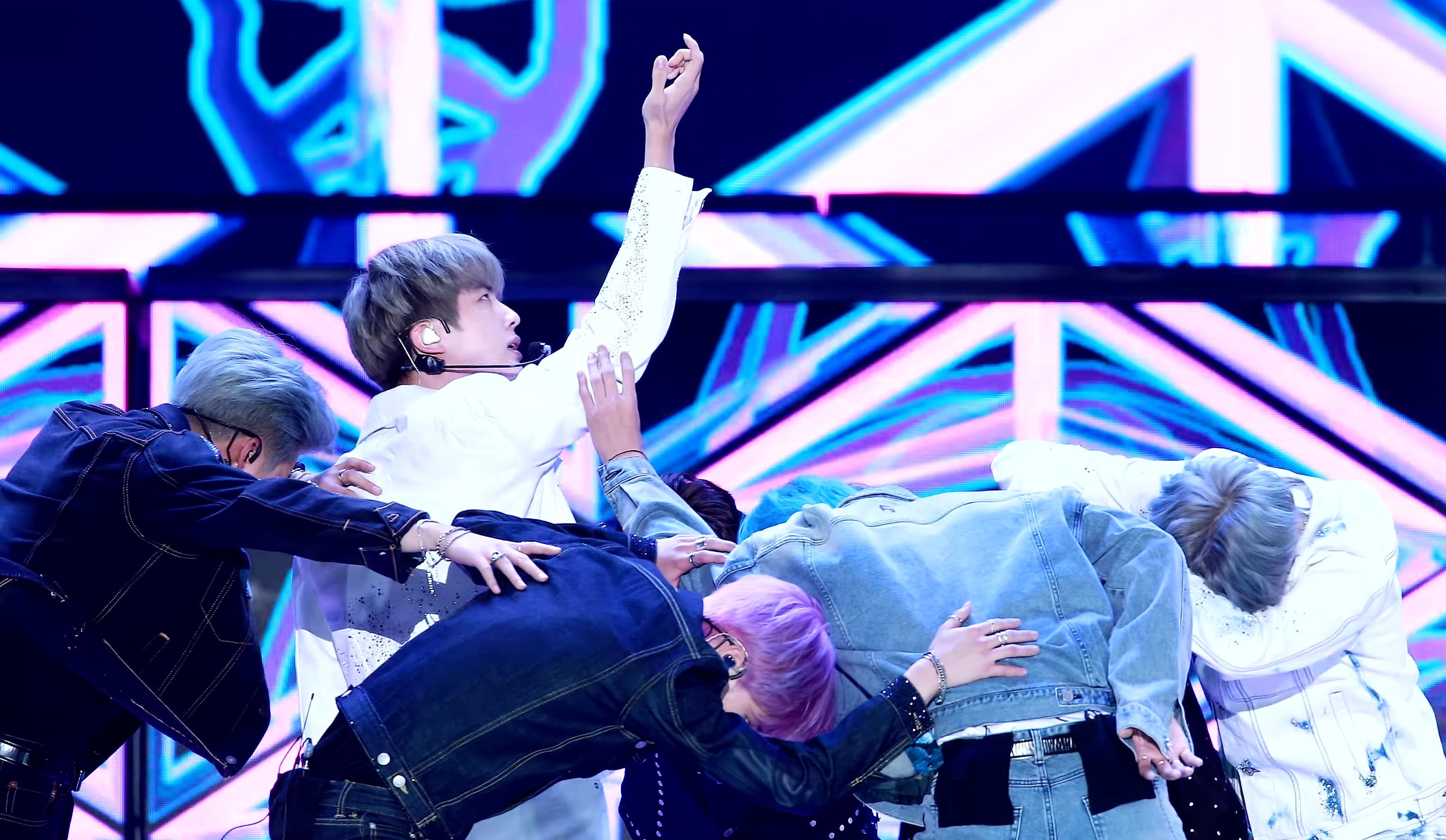
BTS performando "Fake Love" no Seoul Music Awards de 2019.

"Fake Love" fez sua estréia mundial na televisão quando o BTS performou a música ao vivo na Billboard Music Awards, em 20 de maio de 2018. O grupo também performou "Fake Love" no The Ellen DeGeneres Show, em 25 de maio, sendo a segunda aparição do grupo no programa. Uma aparição pré-gravada do BTS se apresentando com "Fake Love" no talk show americano The Late Late Show with James Corden foi ao ar em 12 de Junho, no mesmo dia do quinto aniversário do BTS, sendo sua segunda aparição no show.
O BTS promoveu a música em vários programas musicais na Coreia do Sul, incluindo Music Bank, Show! Music Core, Inkigayo, e M Countdown, ganhando doze vezes o primeiro lugar e três triple-crowns no Music Bank, Music Core e Inkigayo. No dia 1º de dezembro de 2018, o BTS performou o single no Melon Music Awards. A versão rock da música foi apresentada no Mnet Asian Music Awards em Dezembro do mesmo ano.

## Lista de músicas
| Versões coreanas |                                |                                    |         |  |
| N.º              | Título                         | Producer(s)                        | Duração |  |
| 1.               | "Fake Love"                    | Pdogg "hitman" bang RM             | 4:02    |  |
| 2.               | "Fake Love" (Rocking Vibe Mix) | Pdogg "hitman" bang RM Slow Rabbit | 3:58    |  |

| Versão japonesa (Lançado como Fake Love / Airplane pt. 2) |                                        |                        |         |  |
| N.º                                                       | Título                                 | Produtor(es)           | Duração |  |
| 1.                                                        | "Fake Love" (versão japonesa)          | Pdogg "hitman" bang RM | 4:03    |  |
| 2.                                                        | "Airplane Pt. 2" (versão japonesa)     | Pdogg                  | 3:39    |  |
| 3.                                                        | "Idol" (Stadium Remix)                 |                        |         |  |
| 4.                                                        | "Fake Love" (Versão japonesa do remix) |                        |         |  |

## Créditos
| Os créditos são adaptados dos créditos finais do álbum Love Yourself: Tear. - "hitman" bang – produção - RM – produção - Lee Taewook – guitarra - Jungkook – coro - Supreme Boi – coro, edição digital - Pdogg – vocal, arranjo do rap, sintetizador, teclado, edição digital, produção, engenheiro de áudio - Hiss noise – edição digital - Jeong Wooyeong @ Big Hit Studio – engenheiro de áudio - James F. Reynolds @ Schmuzik Studios – engenheiro de mixagem | Os créditos são adaptados dos créditos finais do álbum Love Yourself: Answer. - Slow Rabbit – produtor, teclado, sintetizador, edição digital - Pdogg – produtor, vocal & arranjo do rap, edição digital, engenheiro de gravação - "hitman" bang – produtor - RM – produtor - Lee Taewook – guitarra - Lee Jooyeong – baixo - Jungkook- coro - Supreme Boi – coro - Hiss noise – edição digital - Jeong Wooyeong – engenheiro de gravação - Yang Ga – engenheiro de mixagem |

## Charts e certificações

### Charts
| Chart (2018)                                   | Posição |
| ---------------------------------------------- | ------- |
| Argentina (Argentina Hot 100)                  | 49      |
| África do Sul (EMA)                            | 9       |
| Austrália (ARIA)                               | 36      |
| Áustria (Ö3 Austria Top 75)                    | 22      |
| Bélgica (Ultratip Bubbling Under de Flandres)  | 34      |
| Canadá (Canadian Hot 100)                      | 22      |
| República Checa (Singles Digitál Top 100)      | 43      |
| Estonia (Single Top 40)                        | 6       |
| France (SNEP)                                  | 116     |
| France Download (SNEP)                         | 21      |
| Finland Digital Song Sales (Billboard)         | 1       |
| O campo songid é OBRIGATÓRIO PARA PARADA ALEMÃ | 56      |
| Hungria (Single Top 40)                        | 1       |
| Hungria (Stream Top 40)                        | 13      |
| Ireland (IRMA)                                 | 67      |
| Japan (Japan Hot 100)                          | 5       |
| Malaysia (RIM)                                 | 1       |
| Mexico Anglo (Monitor Latino)                  | 18      |
| New Zealand (Recorded Music NZ)                | 35      |
| Russia (Tophit)                                | 40      |
| Escócia (Scottish Singles Chart)               | 36      |
| Eslováquia (Singles Digitál Top 100)           | 30      |
| South Korea (Billboard Hot 100)                | 1       |
| South Korea (Gaon)                             | 1       |
| Spain (PROMUSICAE)                             | 86      |
| Sweden Digital Song Sales (Billboard)          | 2       |
| Sweden (Sverigetopplistan)                     | 54      |
| Suíça (Schweizer Hitparade)                    | 41      |
| UK Independent Singles                         | 3       |
| Reino Unido (UK Singles Chart)                 | 42      |
| Estados Unidos (Billboard Hot 100)             | 10      |
| Estados Unidos (Billboard Mainstream Top 40)   | 34      |
| US World Digital Songs (Billboard)             | 1       |

| Chart (2018)                                          | Posição |
| ----------------------------------------------------- | ------- |
| Japan (Japan Hot 100)                                 | 1       |
| Japan (Oricon Singles Chart) Fake Love/Airplane Pt. 2 | 1       |

| Região                                                                                             | Certificação | Vendas |
| -------------------------------------------------------------------------------------------------- | ------------ | ------ |
| Japão (RIAJ)                                                                                       | 2× Platina   | 0^     |
| *números de vendas baseados somente na certificação ^distribuições baseadas apenas na certificação |              |        |

### Certificações
| Região                                                                                             | Certificação | Vendas   |
| -------------------------------------------------------------------------------------------------- | ------------ | -------- |
| Estados Unidos (RIAA)                                                                              | Ouro         | 500 000‡ |
| *números de vendas baseados somente na certificação ^distribuições baseadas apenas na certificação |              |          |

## Prêmios e indicações

### Mnet Asian Music Awards
| Edição                  | Ano  | Destinatário  | Prêmio                              | Resultado | Ref.   |
| ----------------------- | ---- | ------------- | ----------------------------------- | --------- | ------ |
| 20th                    | 2018 | "Fake Love"   | Mwave Global Fan Choice             | Venceu    | [ 70 ] |
| 20th                    | 2018 | "Fake Love"   | Best Dance Performance – Male Group | Indicado  | [ 70 ] |
| 20th                    | 2018 | "Fake Love"   | Song of the Year                    | Indicado  | [ 70 ] |
| Professional Categories |      |               |                                     |           |        |
| 20th                    | 2018 | Son Sung-Deuk | Best Choreographer of the Year      | Venceu    | [ 71 ] |
| 20th                    | 2018 | MU:E          | Best Art Director of the Year       | Venceu    | [ 71 ] |

### Melon Music Awards
| Edição | Ano  | Destinatário | Prêmio           | Resultado | Ref.   |
| ------ | ---- | ------------ | ---------------- | --------- | ------ |
| 10th   | 2018 | "Fake Love"  | Song of the Year | Indicado  | [ 72 ] |
| 10th   | 2018 | "Fake Love"  | Best Rap/Hip Pop | Venceu    | [ 72 ] |

### MBC Plus X Genie Music Awards
| Edição | Ano  | Destinatário | Prêmio                  | Resultado | Ref.          |
| ------ | ---- | ------------ | ----------------------- | --------- | ------------- |
| 1st    | 2018 | "Fake Love"  | Rap/Hip Hop Music Award | Indicado  | [ 73 ] [ 74 ] |
| 1st    | 2018 | "Fake Love"  | Song of the Year        | Indicado  | [ 73 ] [ 74 ] |

| Programa                  | Data                | Ref.   |
| ------------------------- | ------------------- | ------ |
| Music Bank (KBS)          | 25 de Maio de 2018  | [ 75 ] |
| Music Bank (KBS)          | 1 de Junho de 2018  | [ 76 ] |
| Music Bank (KBS)          | 8 de Junho de 2018  | [ 77 ] |
| Show! Music Core (MBC)    | 26 de Maio de 2018  | [ 78 ] |
| Show! Music Core (MBC)    | 2 de Junho de 2018  | [ 79 ] |
| Show! Music Core (MBC)    | 9 de Junho de 2018  | [ 80 ] |
| Inkigayo (SBS)            | 27 de Maio de 2018  | [ 81 ] |
| Inkigayo (SBS)            | 3 de Junho de 2018  | [ 82 ] |
| Inkigayo (SBS)            | 10 de Junho de 2018 | [ 82 ] |
| Show Champion (MBC Music) | 30 de Maio de 2018  | [ 83 ] |
| M Countdown (Mnet)        | 31 de Maio de 2018  | [ 84 ] |
| M Countdown (Mnet)        | 7 de Junho de 2018  | [ 85 ] |

| Prêmio                  | Data                | Ref.   |
| ----------------------- | ------------------- | ------ |
| Weekly Popularity Award | 28 de Maio de 2018  | [ 86 ] |
| Weekly Popularity Award | 4 de Junho de 2018  | [ 86 ] |
| Weekly Popularity Award | 11 de Junho de 2018 | [ 86 ] |
| Weekly Popularity Award | 18 de Junho de 2018 | [ 86 ] |
| Weekly Popularity Award | 25 de Junho de 2018 | [ 86 ] |

## Histórico de lançamentos
| Região         | Data                  | Versão   | Formato                | Gravadora                                 | Ref.   |
| -------------- | --------------------- | -------- | ---------------------- | ----------------------------------------- | ------ |
| Várias         | 18 de Maio de 2018    | Original | Digital download       | Big Hit, Iriver Inc                       | [ 87 ] |
| Várias         | 4 de Junho de 2018    | Remix    | Digital download       | Big Hit, Iriver Inc                       | [ 88 ] |
| Estados Unidos | 12 de Junho de 2018   | Original | Contemporary hit radio | Columbia                                  | [ 89 ] |
| Japão          | 16 de Outubro de 2018 | Japonês  | Digital download       | Big Hit, Universal Japan, Virgin, Def Jam | [ 90 ] |
| Várias         | 16 de Outubro de 2018 | Japonês  | Digital download       | Big Hit, Universal Japan, Virgin, Def Jam | [ 90 ] |
| Japão          | 7 de Novembro de 2018 | Japonês  | CD, streaming          | Big Hit, Universal Japan, Virgin, Def Jam |        |
| Várias         | 7 de Novembro de 2018 | Japonês  | CD, streaming          | Big Hit, Universal Japan, Virgin, Def Jam |        |